# Согутарош
Согутарош — распространённая в Средней Азии этническая (этнопрофессиональная) группа, причисляемая, как правило, к «среднеазиатским цыганам». Термин «согутарош» — внешний и означает буквально «мастер, вытёсывающий согу (особой формы деревянный сосуд)». 
В настоящее время единственным известным исследователем согутарош является российский цыганолог Сергей Габбасов.

## Язык
Родной язык согутарош — таджикский. Также используется внутригрупповой тайный язык (арго), содержащий элементы индоарийского происхождения.

## Занятия
Основное занятие согутарош — деревообрабатывающее ремесло. Изготавливаемые ими предметы: деревянные ложки, чашки, колыбели, решёта, сундуки, бубны, трубочки для стока мочи из детской колыбели, круглые сосуды для лепёшек.

## Образ жизни
До середины 1940-х годов вели бродячий образ жизни, арендуя жилье только на время холодов. К концу 1950-х оседло расселились в Денау, Кокташе, Орджоникидзебаде, Пахтаабаде, Регаре и прочих местах, где традиционно сбывали результаты своего ремесла.

## Религия
Верующие согутарош — мусульмане-сунниты.

## Список литературы
- Оранский И. М. Таджикоязычные этнографические группы Гиссарской долины (Средняя Азия). Этнолингвистическое исследование. — М.: «Наука», Главная редакция восточной литературы, 1983. — УДК 902.7("-9.155.0)
- Marushiakova, Elena and Vesselin Popov. Gypsies of Central Asia and Caucasus. — London: Palgrave Macmillan, 2016.